# سامانتا فاکس
سامانتا فاکس (انگلیسی: Samantha Fox؛ زادهٔ ۱۵ آوریل ۱۹۶۶) خوانندهٔ پاپ اهل انگلستان است. او پیش از آن‌که به حرفهٔ خوانندگی بپردازد به‌عنوان مدل گلَمور فعالیت می‌کرد. ترانهٔ «لمسم کن (بدنتو می‌خوام)» شناخته‌شده‌ترین اثر اوست که در زمان انتشارش در سال ۱۹۸۶ در هشت کشور شمارهٔ ۱ جدول‌های فروش شد. تا به امروز ترانه‌های «لمسم کن (بدنتو می‌خوام)»، «دخترای شیطون (بیشتر به عشق نیاز دارن)» و «می‌خوام بیشتر خوش باشم» از آثار فاکس در زمان انتشارشان جزو ۱۰ ترانهٔ اول بیلبورد هات ۱۰۰ بوده‌اند.